# 민방 네트워크 뉴스
《민방 네트워크 뉴스》는 대한민국 kbc에서 평일 낮 12시 20분에 방송되는 kbc의 낮 네트워크 종합뉴스 프로그램이다.

## 개요
- kbc의 주관으로 JTV, JIBS[1]를 제외한 SBS의 전국 각 지역 민영방송 7개사의 리포트를 전하는 kbc의 낮 네트워크 종합뉴스 프로그램이다.
- 2017년 4월 10일부터 KNN의 2017년 봄 개편으로 평일 낮 12시 25분에 신설되어 25분간 방송되었으며, 그 당시에는 KNN이 제작 및 진행을 담당했으나, 2017년 11월 6일부터 TBC의 2017년 가을 개편으로 TBC가 제작 및 진행을 담당하게 되었고, 2022년 7월 1일부터 kbc가 제작 및 진행을 담당하게 되었다.
- 공식적으로는 낮 12시 25분에 방송되나, 때때로 낮 12시 20분경에 방송되기도 한다.

## 방송 시간
| 방송 채널 | 방송 기간                         | 방송 시간                            |
| --------- | --------------------------------- | ------------------------------------ |
| KNN       | 2017년 4월 10일 ~ 2017년 9월 29일 | 평일 낮 12시 20분 ~ 12시 40분 (20분) |
| TBC       | 2017년 11월 6일 ~ 2022년 6월 30일 | 평일 낮 12시 20분 ~ 12시 40분 (20분) |
| kbc       | 2022년 7월 1일 ~ 현재             | 평일 낮 12시 20분 ~ 12시 40분 (20분) |

## 앵커

### 남성
| 역대 | 진행자             | 진행 기간                         | 비고          |
| ---- | ------------------ | --------------------------------- | ------------- |
| 1대  | 이현동 前 아나운서 | 2017년 4월 10일 ~ 2017년 5월 8일  |               |
| 2대  | 현승훈 아나운서    | 2017년 5월 11일 ~ 2017년 6월 23일 | [ 2 ]         |
| 3대  | 김제현 前 아나운서 | 2017년 6월 26일 ~ 2017년 9월 29일 | [ 3 ]         |
| 4대  | 신상윤 아나운서    | 2017년 11월 6일 ~ 2019년 9월 30일 | [ 4 ] [ 5 ]   |
| 5대  | 김태준 前 아나운서 | 2018년 10월 2일 ~ 2020년 2월 18일 | [ 6 ]         |
| 6대  | 김도휘 아나운서    | 2019년 10월 7일 ~ 2022년 6월 30일 | [ 7 ] [ 8 ]   |
| 7대  | 정채운 前 아나운서 | 2022년 7월 1일 ~ 2023년 3월 31일  |               |
| 8대  | 김재형 前 아나운서 | 2023년 4월 3일 ~ 2023년 6월 2일   | [ 9 ]         |
| 9대  | 정채운 前 아나운서 | 2023년 6월 5일 ~ 2023년 6월 30일  | [ 10 ] [ 11 ] |
| 10대 | 최창은 아나운서    | 2023년 7월 3일 ~ 2024년 1월 5일   | [ 12 ]        |
| 11대 | 임늘솔 아나운서    | 2024년 1월 8일 ~ 2024년 5월 31일  | [ 13 ]        |
| 12대 | 최창은 아나운서    | 2024년 6월 3일 ~ 2025년 1월 17일  |               |
| 13대 | 황인찬 아나운서    | 2025년 1월 20일 ~ 현재            |               |

### 여성
| 역대 | 진행자             | 진행 기간                          | 비고          |
| ---- | ------------------ | ---------------------------------- | ------------- |
| 1대  | 이하윤 前 아나운서 | 2017년 4월 10일 ~ 2017년 9월 29일  | [ 14 ]        |
| 2대  | 김다은 前 아나운서 | 2017년 11월 6일 ~ 2020년 12월 31일 | [ 15 ]        |
| 3대  | 정유민 前 아나운서 | 2021년 1월 4일 ~ 2021년 4월 30일   |               |
| 4대  | 김명미 아나운서    | 2021년 5월 3일 ~ 2021년 7월 23일   |               |
| 5대  | 박수연 前 아나운서 | 2021년 8월 9일 ~ 2022년 2월 3일    |               |
| 6대  | 정유민 前 아나운서 | 2022년 2월 21일 ~ 2022년 6월 30일  | [ 16 ] [ 17 ] |
| 7대  | 신재은 前 아나운서 | 2022년 7월 1일 ~ 2023년 3월 10일   | [ 18 ]        |
| 8대  | 임하늘 아나운서    | 2023년 3월 13일 ~ 2023년 3월 31일  |               |
| 9대  | 김은민 아나운서    | 2023년 4월 3일 ~ 현재              | [ 19 ]        |

## 수어사
| 대수 | 진행자        | 진행 기간                         | 비고 |
| ---- | ------------- | --------------------------------- | ---- |
| 1대  | 신예린 수어사 | 2017년 4월 10일 ~ 2017년 9월 29일 |      |
| 2대  | 하승미 수어사 | 2017년 11월 6일 ~ 2022년 6월 30일 |      |
| 2대  | 김원숙 수어사 | 2017년 11월 6일 ~ 2022년 6월 30일 |      |
| 3대  | 최연서 수어사 | 2022년 7월 1일 ~ 2024년 4월 23일  |      |
| 3대  | 박남례 수어사 | 2022년 7월 1일 ~ 2024년 4월 23일  |      |
| 3대  | 김현아 수어사 | 2022년 7월 1일 ~ 2024년 4월 23일  |      |
| 3대  | 김지영 수어사 | 2022년 7월 1일 ~ 2024년 4월 23일  |      |
| 4대  | 이현정 수어사 | 2024년 4월 24일 ~ 현재            |      |

## 타이틀 변천사
현재 타이틀은 2017년 4월 10일을 기준으로 한다.
| 기수 | 프로그램 타이틀    | 방송 기간              |
| ---- | ------------------ | ---------------------- |
| 1기  | 민방 네트워크 뉴스 | 2017년 4월 10일 ~ 현재 |

## 결방
- 2017년 10월 2일 ~ 2017년 11월 3일 : 주관방송사 교체로 인한 방송 일시 중단